# Pirata giganteus
Pirata giganteus là một loài nhện trong họ Lycosidae.
Loài này thuộc chi Pirata. Pirata giganteus được Willis J. Gertsch miêu tả năm 1934.